# Nombre de Hartmann
Pour les articles homonymes, voir Hartmann.
Le nombre de Hartmann {\displaystyle (Ha)} est un nombre sans dimension utilisé en magnétohydrodynamique pour caractériser le mouvement de fluides conducteurs en présence d'un champ magnétique. Il représente le rapport entre la force de Laplace et les forces visqueuses,.
Ce nombre porte le nom de Julius Frederick Georg Poul Hartmann, ingénieur danois. Une autre source indique toutefois que ce nombre aurait été nommé en l'honneur de R. A. Hartmann, scientifique allemand.
On le définit de la manière suivante :
{\displaystyle Ha=B\,L_{c}{\sqrt {\frac {\sigma }{\mu }}}}
avec :
- B - champ magnétique
- Lc - longueur caractéristique
- μ - viscosité dynamique
- σ - conductivité électrique